# العلاقات العراقية اللبنانية
العلاقات العراقية اللبنانية وهي العلاقات الرسمية الدولية التي تربط بين دولتي العراق ولبنان وذلك منذ تأسيس الدولة اللبنانية سنة 1943، كان للعراق سفارة في بيروت وللبنان سفارة في بغداد، وقنصلية في أربيل، والنجف. ولبنان هي إحدى أقرب البلدان غير المحادية للعراق والتي تفصلها سوريا عنها.
العلاقات بين الدولتين هي جيدة ومتقاربة حيث رفضت كلتا الدولتان وحتى الآن الاعتراف بدولة إسرائيل، كما أنه دعموا القضية الفلسطينية، كان لرئيس النظام السابق في العراق صدام حسين وزعيم حزب البعث العربي الاشتراكي الجانب العراقي علاقات قوية مع القوميين العرب في لبنان وكذلك مع سياسيين بارزين مثل بشير الجميل وأمين الجميل.[بحاجة لمصدر]
في عام 2008 زار رئيس الوزراء اللبناني فؤاد السنيورة العراق لتكون ثالث زيارة لرئيس وزراء عربي بعد غزو العراق في 2003، وقال رئيس الوزراء العراقي نوري المالكي إن العراق سيربطه علاقات قوية مع لبنان في المستقبل وفي نفس السنة زار الرئيس اللبناني سعد الحريري (ذي الأصل النصف عراقي) مع ملك الأردن عبد الله الثاني بن الحسين العراق، بعض الأحزاب الشيعية دعمت حزب الله في حرب لبنان 2006 ضد إسرائيل، والعراق ولبنان لديهم تقريبا نفس الموقف جراء الأحداث السورية الحالية.

نوري السعيد وكميل شمعون مع مسؤولين من العراق ولبنان في المتحف العراقي عام 1953